# 슈퍼 잉고
《슈퍼 잉고》(영어: Super Inggo)는 2006년 방영된 필리핀의 드라마이다. ABS-CBN에서 방영되는 필리핀 판타지 드라마이다. 주인공은 진정한 슈퍼 히어로를 꿈꾸는 10세 소년 부동(마키시그 모랄레스)이다. 그에게 알려지지 않은 그는 슈퍼 히어로 아버지와 악당 어머니로부터 물려받은 초인적 힘과 능력을 소유하고 있다.
이 시리즈는 2006년 8월 28일 사 필링 모(Sa Piling Mo)를 대체하여 시작되었으며 2007년 2월 9일 첫 시즌을 끝내고 마리아 플로델루나(Maria Flordeluna)로 대체되었다.

## 같이 보기
- ABS-CBN의 텔레비전 드라마 목록